# Habenaria avana
Habenaria avana är en orkidéart som beskrevs av Joseph Dalton Hooker. Habenaria avana ingår i släktet Habenaria och familjen orkidéer. Inga underarter finns listade i Catalogue of Life.